# Точилкин, Герман Андреевич
Герман Андреевич Точилкин (род. 24 сентября 2003, Орск) — российский хоккеист, нападающий «Нефтехимик»

## Биография
Воспитанник орского хоккейного клуба «Сарматы». Там же начал свою профессиональную карьеру, дебютировав в МХЛ в матче против «Стальных Лис» проведя на площадке 5 минут и 27 секунд.
Свою первую шайбу на профессиональном уровне забил 18 декабря 2020 года, в матче против «Тюменского Легиона».
В 2021 году дебютировал в ВХЛ в составе «Южного Урала», 17 сентября забил первую шайбу в лиге в матче против пензенского «Дизеля».
2 мая 2022 года «Южный Урал» и «Спартак» совершили обмен, в «Южный Урал» отправилась денежная компенсация, а в сторону «красно-белых» отправился Точилкин. Дебютировал за «Спартак» в КХЛ 5 октября в матче против питерского «СКА». Также отыграл 5 матчей за молодёжную команду «Спартака». Сыграл 21 матч в ВХЛ за воскресенский «Химик», в которых набрал 17 (3+14) очков.
27 декабря 2022 года «Спартак» объявил о переходе форварда в «Куньлунь Ред Стар» на правах аренды. В китайском клубе забросил свою первую шайбу в КХЛ, в матче против череповецкой «Северстали».
1 мая 2023 закончился контракт с «Куньлунем», 8 мая «Спартак» официально объявил о возвращении форварда.

## Сборная России
30 апреля 2022 года был вызван в сборную России U20. Забросил первую шайбу за сборную на Кубке Чёрного Моря в ворота сборной Беларуси U20.